# Loynton
Loynton – osada w Anglii, w hrabstwie Staffordshire. Leży 14 km na zachód od miasta Stafford i 209 km na północny zachód od Londynu.